# Tailleur
Pour les articles homonymes, voir Tailleur (homonymie).
Le tailleur ou la tailleuse, également tailleur ou tailleuse d'habits, est un artisan qui coupe et confectionne des vêtements  — essentiellement des complets — sur mesure pour homme.

## Histoire
L'industrie de la confection s'est considérablement développée à partir du XIXe siècle, conduisant à une marginalisation du métier de tailleur, lequel appartient aujourd'hui pour l'essentiel à l'industrie du luxe.

### Inventaire du patrimoine culturel immatériel
Le savoir-faire du tailleur fut reconnu en 2009 par l'Inventaire du patrimoine culturel immatériel en France. L'enquête fut menée chez un tailleur renommé de Paris, André Guillerme-Guilson.

## Travail du tailleur
Un maître tailleur doit disposer de nombreuses compétences qui sont individualisées dans les grandes entreprises de confection de vêtements. 
- Coupeur : il fabrique les patrons et coupe les pièces (voir aussi coupeur industriel).
- Saladeur : il prépare la « bûche ». Ce sont les pièces telles que les doublures, les poches, les boutons…
- Apiéceur : il monte la veste du costume et procède aux modifications éventuelles.
- Culottier : il assemble les pièces du pantalon.
- Giletier : il assemble des pièces du gilet.
- Boutonniériste : il réalise toutes les boutonnières du costume.

L’artisan tailleur doit également se tenir au courant des modes, qui évoluent, à la différence de l’art de tailler les costumes. Il doit être créatif pour proposer de nouveaux modèles. 

### Coupe
La coupe au sens large regroupe deux composantes intimement liées. Le patron (ou "coupe à plat") et les essayages (ou "moulage").  

#### Patronage
Le patron est un modèle exclusif établi d'après les mesures prises sur le sujet.

#### Essayages
À différents stades d'avancement, le vêtement est soumis à des essayages. On distingue généralement 2 essayages : 
- Le premier essayage : L'ensemble des pièces de tissus sont bâties[4].
- Le deuxième essayage : Col bâti et manches bâties.

Cela dit, il n'est pas rare que le nombre d'essayages soit plus élevé. Pour un premier costume, on peut ajouter : 
- Le 1,5e essayage : Devants finis, dos fini, côtés et épaules bâties.

### Outils

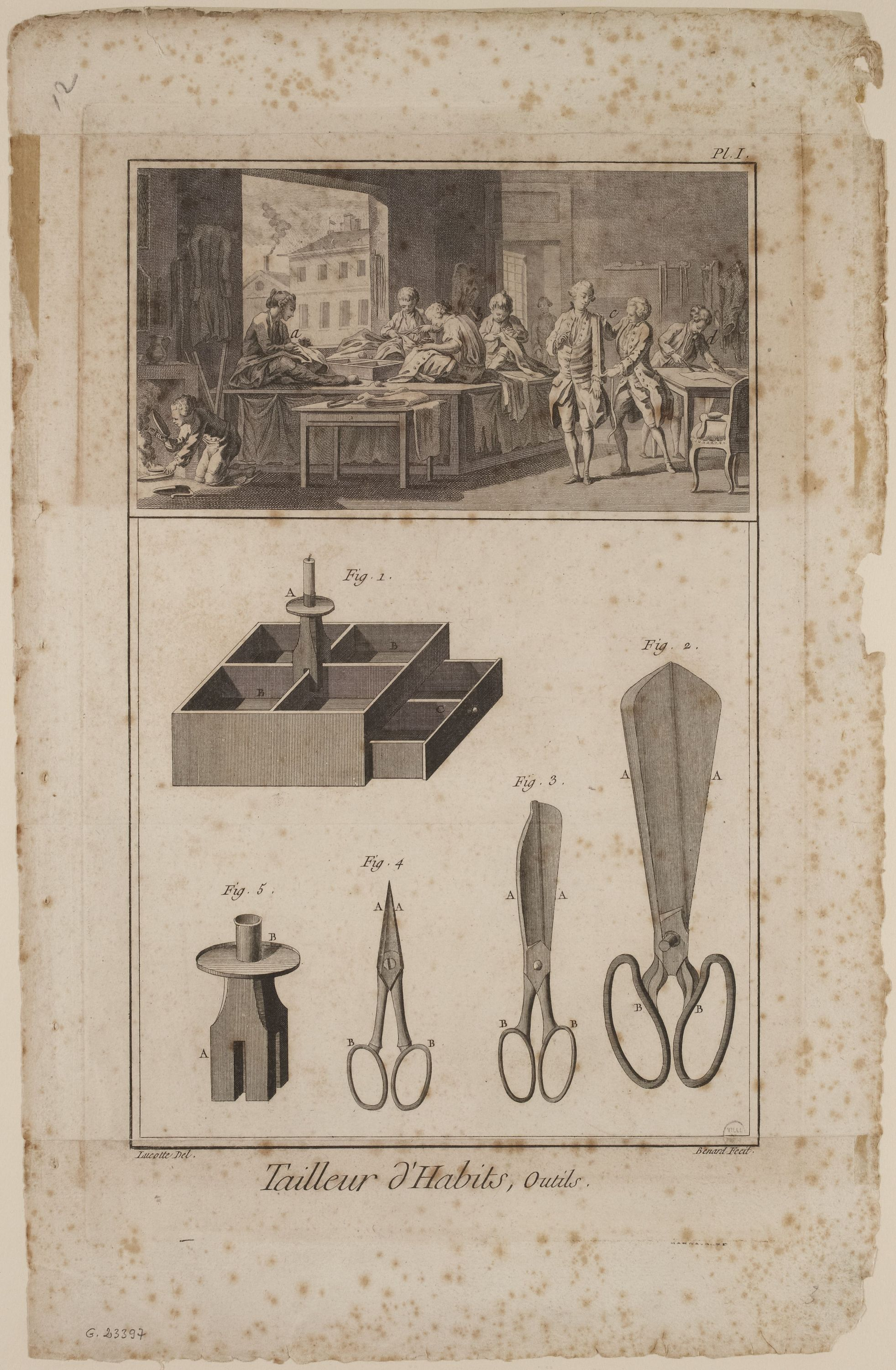
Les outils du tailleur au XIXe siècle, Antoine-François Piéri-Bénard.

Le tailleur se sert de différents outils : 
- ciseaux
- demi-lune
- coussin
- machine a coudre
- patte mouille
- fer à repasser